# Runaway (canción de Avril Lavigne)
Runaway es el nombre de una canción incluida en el disco The Best Damn Thing de la cantante canadiense Avril Lavigne. 
Fue mencionado como el penúltimo sencillo de la artista. Iba a ser el siguiente sencillo, después de I can do better pero quedó en mejor lugar esta canción antes que la mencionada
Es considerado por expertos como una de las mejores canciones del álbum de la canadiense.Habla de que un día todo le va mal pero que ella quiere olvidar que las cosas le van mal.

## Video musical
Fue grabado en el tour mundial de avril llamado The Best Damn Tour. Se ve a ella interpretando la canción y tocando la batería además en internet circula otro video oficial del sencillo.

## Curiosidades
- En español significa "Fuga" o "Fugitiva".
- Travis Barker graba la batería de esta canción. También lo hace con I Can Do Better, I Don't Have to Try y Alone (esta es bonus track).

## Posiciones en rankings
| Conteo (2007)         | Peak |
| --------------------- | ---- |
| February Hits 2008    | 1    |
| U.S Billboard Pop 100 | 94   |
| U.S Billboard Hot 100 | 89   |

- Datos: Q5559108